# Società anonima cooperativa per la stagionatura e l'assaggio delle sete ed affini
La Società anonima cooperativa per la stagionatura e l'assaggio delle sete ed affini fu una storica società fondata a Milano  il 28 dicembre 1888 da 77 tra i maggiori commercianti e industriali tessili del settore serico per disciplinare in forma consortile la fase tra la raccolta dei bozzoli fino alla trattura. La società aveva fatto costruire nell'isolato tra via Moscova e via Solferino un enorme edificio. Uno dei cortili era utilizzato per le trattative del commercio della seta.
Milano si trovava al centro di un distretto dedicato alla filiera tessile della seta. in quasi tutte le cascine lombarde e delle zone contermini si era sviluppato l'allevamento dei bachi da seta. I bozzoli venivano poi conferiti ad aziende che si occupavano della stagionatura che eliminava la deperibilità e dell'assaggio, cioè della determinazione della loro qualità.
I bozzoli subivano poi la trattura quando le filarine prendevano il capofilo e svolgevano la seta del bozzolo.
La Cooperativa si occupava, appunto della raccolta dei bozzoli che venivano messi in appositi locali per la loro stagionatura L'accentrare in un unico consorzio permetteva di evitare sbalzi eccessivi per un mercato che presentava caratteristiche di stagionalità.
Il ciclo molto lungo e l'importanza dei valori in gioco fece affiancare all'attività tecnico-commerciale quella finanziaria, che successivamente prese il nome di Banca Commercio Industria adottando uno statuto di Banca Popolare. Quando, per il crollo dell'industra serica il filone commerciale e l'attività nel settore servizi venne a cessare, la banca continuò la sua espansione e rilevò anche le proprietà immobiliari.
La società svolgeva anche un importante ruolo sulla cultura tecnica del settore con pubblicazione di monografie. Il presidente svolgeva importanti compiti nel Comitato di vigilanza dell'Ufficio serico